# Geovane de Jesus Santos
Geovane de Jesus Santos (Itabaianinha, 30 de junho de 1979) é um maratonista brasileiro.
Venceu duas vezes a Maratona de Buenos Aires, na Argentina: em 2005 (2h15min50) e 2006 (2h18min26) nos 42,195 metros.
Em 2006, Geovane Santos venceu a Maratona de Florianópolis,  os 25 km da Corrida de Aracaju e a Meia da Corpore, em São Paulo.

## Conquistas
- Todos os resultados referentes a maratona, a menos que sejam afirmados o contrário

| Ano                  | Competição               | Local                   | Posição              | Notas                |
| Representando Brasil | Representando Brasil     | Representando Brasil    | Representando Brasil | Representando Brasil |
| -------------------- | ------------------------ | ----------------------- | -------------------- | -------------------- |
| 2005                 | Maratona de Buenos Aires | Buenos Aires, Argentina | 1º                   | 2:15:53              |
| 2006                 | Maratona de Buenos Aires | Buenos Aires, Argentina | 1º                   | 2:18:27              |